# Ann Wedgeworth
Elizabeth Ann Wedgeworth (* 21. Januar 1934 in Abilene, Texas; † 16. November 2017 in North Bergen, New Jersey) war eine US-amerikanische Schauspielerin.

## Leben und Karriere
Wedgeworth wuchs in Texas als Tochter eines Grundschuldirektors auf, eine ihrer Klassenkameradinnen war Jayne Mansfield. 1957 erwarb Wedgeworth einen Abschluss von der University of Texas, danach begann sie hauptberuflich als Schauspielerin zu arbeiten. 1958 erfolgte ihr Debüt am Broadway und in der darauffolgenden Zeit war sie viel als Theaterschauspielerin tätig. Ihr letztes Engagement am Broadway war zugleich ihr erfolgreichstes: in der über zwei Jahre laufenden Komödie Chapter Two von Neil Simon spielte sie ab 1977 die beste Freundin der Hauptfigur. Hierfür erhielt sie viel Kritikerlob und wurde 1978 mit dem Tony Award als Beste Nebendarstellerin ausgezeichnet. Sie spielte auch am Off-Broadway und erhielt eine Nominierung für den Drama Desk Award.
Wedgeworth begann in den 1950er-Jahren an Fernsehfilmen und Seifenopern mitzuwirken, ihr erster Kinofilm war 1965 das Drama Andy mit Norman Alden geistig zurückgebliebenen 40-jährigen Mannes. Ihre erste bemerkenswertere Filmrolle hatte sie 1973 in Jerry Schatzbergs Filmdrama Asphalt-Blüten an der Seite von Gene Hackman und Al Pacino. Im selben Jahr spielte sie außerdem die geldgierige Freundin von Robert De Niros Baseballspieler in Das letzte Spiel. 1974 spielte sie neben Horst Buchholz die Hauptrolle im ZDF-Film Lohngelder für Pittsville von Krzysztof Zanussi. In Jonathan Demmes Komödie Flotte Sprüche auf Kanal 9 verkörperte sie 1977 eine Ehefrau, deren Mann doppelt verheiratet ist; der Auftritt brachte ihr 1977 den National Society of Film Critics Award in der Kategorie Beste Nebendarstellerin ein. In den 1980er-Jahren sah man Wedgeworth besonders oft in Mutterrollen in Filmen wie Eine starke Nummer, Sweet Dreams oder Made in Heaven. In dem starbesetzten Hollywood-Film Magnolien aus Stahl verkörperte sie 1989 eine kuchenbackende Tante.
Im Fernsehen konnte sie nach festen Rollen in Seifenopern wie The Edge of Night oder Another World ab den 1970er-Jahren auch Rollen in prestigeträchtigeren Serien ergattern. In der vierten Staffel von Herzbube mit zwei Damen spielte sie 1979 eine Hauptrolle als Lana Shields, eine männerlüsternde geschiedene Frau, die ein Auge auf ihren jüngeren und von John Ritter verkörperten Nachbarn geworfen hat. Jedoch lösten Wedgeworth und die Produzenten ihren Vertrag nach nur neun Folgen in beiderseitigem Einvernehmen aus, nachdem sie mit der Rollengestaltung unzufrieden gewesen war. Ebenfalls war sie neben Burt Reynolds von 1990 bis 1994 in der Sitcom Daddy schafft uns alle in 90 Folgen als Arztgattin Merleen Elldridge zu sehen. Im neuen Jahrtausend arbeitete sie kaum noch als Schauspielerin. Zuletzt stand sie 2006 für den Kinofilm The Hawk Is Dying vor der Kamera, in dem sie die Mutter von Paul Giamattis Hauptfigur verkörperte. Ihr Schaffen für Film und Fernsehen umfasst mehr als 50 Produktionen.
Laut ihrem Nachruf in der New York Times verkörperte Wedgeworth oft Frauenfiguren, die verführerisch, mütterlich oder beides zugleich waren, oftmals auch mit Südstaaten-Hintergrund. Wedgeworth war von 1955 bis 1961 mit ihrem Schauspielkollegen Rip Torn verheiratet, mit dem sie eine Tochter hat. Ihre zweite Ehe mit dem Schauspiellehrerin Ernest Martin hielt von 1970 bis zu ihrem Tod, sie wurde die Stiefmutter von dessen beiden Söhnen. Ann Wedgeworth starb 2017 mit 83 Jahren nach längerer Krankheit in einem Pflegeheim unweit von New York.

## Filmografie (Auswahl)
- 1964: Preston & Preston (The Defenders, Fernsehserie, Folge Hero of the People)
- 1965: Andy
- 1973: Asphalt-Blüten (Scarecrow)
- 1973: Das letzte Spiel (Bang the Drum Slowly)
- 1974: Lohngelder für Pittsville (Fernsehfilm)
- 1974: Law and Disorder
- 1975: Bronk (Fernsehserie, Folge The Gauntlet)
- 1976: Das Geheimnis der Libelle (One Summer Love)
- 1977: Flotte Sprüche auf Kanal 9 (Handle with Care)
- 1979: Herzbube mit zwei Damen (Three’s Company, Fernsehserie, 9 Folgen)
- 1980: Bogie (Fernsehfilm)
- 1981: Soggy Bottom, U.S.A.
- 1981: Killjoy - Mörderische Begegnung (Killjoy, Fernsehfilm)
- 1982: Trapper John, M.D. (Fernsehserie, Folge The Peter Pan Syndrome)
- 1982–1983: Filthy Rich (Fernsehserie, 15 Folgen)
- 1984: Eine starke Nummer (No Small Affair)
- 1985: Das Recht zu töten (Right to Kill?, Fernsehfilm)
- 1985: Future Project – Die 4. Dimension (My Science Project)
- 1985: Sweet Dreams
- 1987: Tiger’s Tale – Ein Tiger auf dem Kissen (A Tiger’s Tale)
- 1987: Made in Heaven
- 1987: Der Equalizer (The Equalizer, Fernsehserie, Folge Suspicion of Innocence)
- 1988: Rache ohne Hoffnung (Far North)
- 1989: Miss Firecracker
- 1989: Magnolien aus Stahl (Steel Magnolias)
- 1989: Roseanne (Fernsehserie, Folge We Gather Together)
- 1990: Green Card – Schein-Ehe mit Hindernissen (Green Card)
- 1990–1994: Daddy schafft uns alle (Evening Shade, Fernsehserie, 90 Folgen)
- 1991: Der Mann meiner Frau (Hard Promises)
- 1993: Cooperstown – Auf den Straßen der Erinnerung (Cooperstown, Fernsehfilm)
- 1994: Love and a .45
- 1994: Flammende Leidenschaft (A Burning Passion: The Margaret Mitchell Story, Fernsehfilm)
- 1995: Das Gesicht des Schreckens (Fight for Justice: The Nancy Conn Story, Fernsehfilm)
- 1996: Liebe auf dem Prüfstand (The Whole Wide World)
- 1999: Im Mond des Jägers (The Hunter’s Moon)
- 2006: The Hawk Is Dying